# Bayerisch-Böhmischer Freundschaftsweg
Der Bayerisch-Böhmische Freundschaftsweg (tschechisch: Bavorsko – česká stezka přátelství) ist ein 97 km langer grenzüberschreitender Fernradweg von Nabburg nach Horšovský Týn in Tschechien.
Von Nabburg bis Schönsee verläuft er als Bahntrassenradweg auf der ehemaligen Bahnstrecke Nabburg–Schönsee.
Ab Schönsee verläuft er auf verkehrsarmen Nebenstraßen.
Zwischen Schönsee und Poběžovice überwindet er in ca. 700 m Höhe den Oberpfälzer Wald.
Er endet in Horšovský Týn in der Plzeňská pahorkatina, einer Hügellandschaft mit weiten Tälern und charakteristischen Erhebungen, die oft von Burgen, Schlössern oder Kirchen gekrönt sind.

## Lage und Verlauf

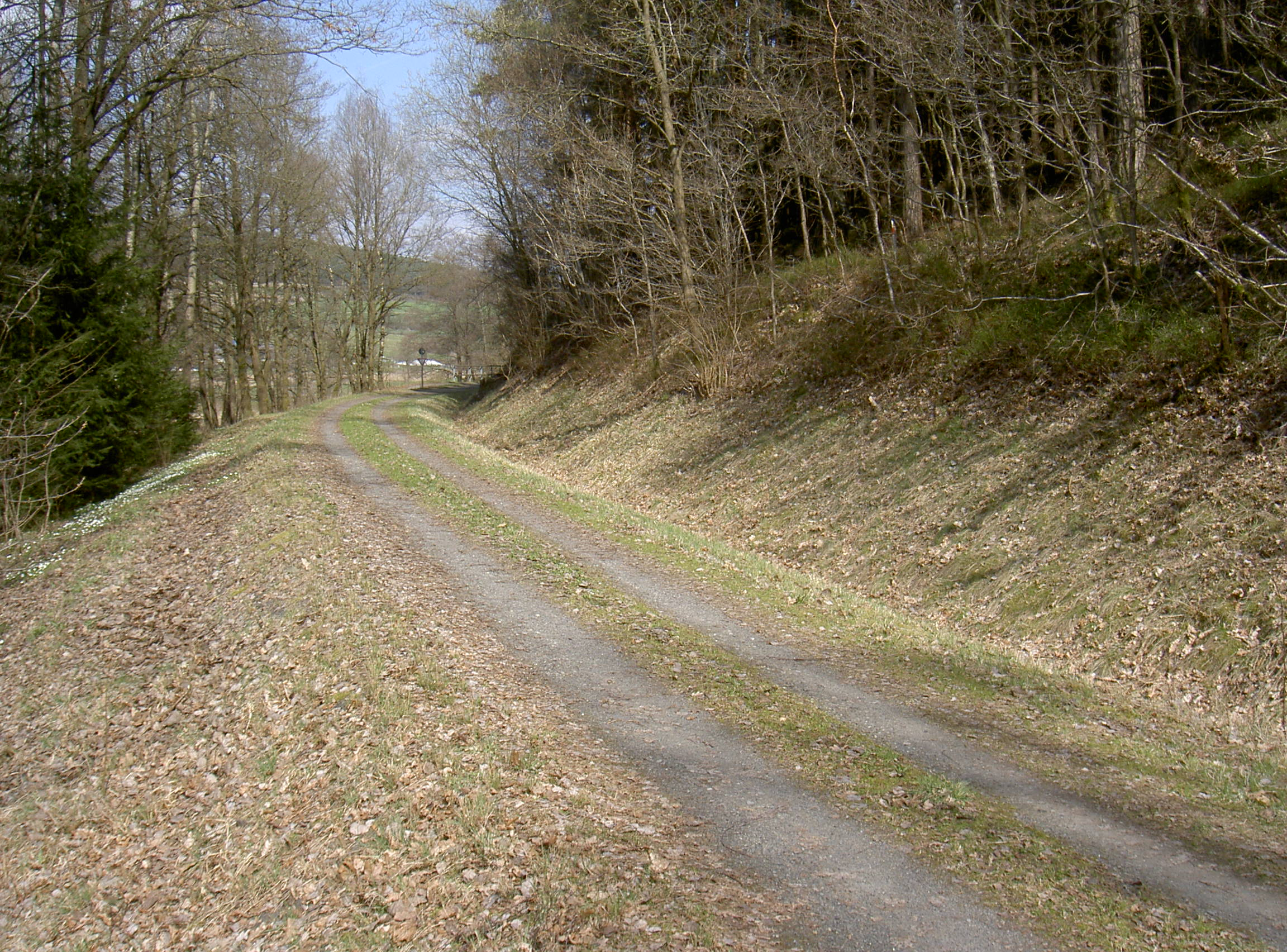
Bayerisch-Böhmischer Freundschaftsweg bei Fronhof

Der Bayerisch-Böhmische Freundschaftsweg beginnt in Nabburg im Landkreis Schwandorf.
Er verläuft zunächst auf der ehemaligen Bahnstrecke Nabburg–Schönsee durch die Naturparks Oberpfälzer Wald und Nördlicher Oberpfälzer Wald.
Von Schönsee bis zur tschechischen Grenze in Schwarzach überwindet er auf verkehrsarmen Straßen einen 710 m hohen Kamm des Oberpfälzer Waldes.
Nach dem Grenzübergang in Schwarzach, überwindet der Fernradweg einen weiteren, 750 m hohen Gebirgskamm und tritt in die sanfte Hügellandschaft der Plzeňská pahorkatina ein.
Über Poběžovice führt er meist auf verkehrsarmen Straßen nach Horšovský Týn.

## Geschichte
1913 wurde die 38 km lange Bahnstrecke Nabburg – Schönsee in Betrieb genommen.
Der Personenzugverkehr auf dieser Bahnstrecke wurde bereits 1978 eingestellt.
Bis 1993 gab es noch einen täglichen Güterzug nach Lind.
Schließlich wurde die Bahnlinie Nabburg – Oberviechtach am 1. Februar 1995 völlig stillgelegt.
Bereits im Jahr 1991 begann die Nutzung der Bahntrasse als Rad- und Wanderweg, zunächst zwischen Schönsee und Lind.
Ende des 20. Jahrhunderts wurde der bereits vorhandene Radweg auf der ehemaligen Bahnstrecke Nabburg–Schönsee nach Osten hin erweitert.
Die Erweiterung benutzte bereits bestehende Abschnitte des Grünes-Dach-Radweges in Deutschland und des Radweges Nummer 2141 in Tschechien.
Finanziert wurde diese Erweiterung aus Mitteln der Europäischen Union.
Der Bayerisch-Böhmische Freundschaftsweg führt über Poběžovice, den Wohnsitz der Familie Coudenhove-Kalergi.
Hier wohnte Richard Nikolaus Coudenhove-Kalergi, der mit seinen Schriften und Ideen Einfluss auf die Gründung der Europäischen Union hatte.